# John de Lancie
John Sherwood de Lancie, Jr. (Philadelphia, 20. ožujka 1948.) američki je glumac, pisac i producent. 
Najpoznatiji je po ulogama lika Q u serijama franšize Zvjezdanih staza (1987. – danas), počevši od Nove generacije. Glumio je također sljedeće televizijske likove: Eugene Bradford u seriji Naši najbolji dani (1982. – 1986.; 1989. – 1990.), Frank Simmons u Zvjezdanim vratima SG-1 (2001. – 2002.), Donald Margolis u Na putu prema dolje (2009. – 2010.), Agent Allen Shapiro u Torchwood: Miracle Day (2011.), te je posudio glas Razdoru u animiranoj seriji Moj mali poni: Prijateljstvo je čarolija (2011. – 2019.).

## Vanjske poveznice
- John de Lancie u internetskoj bazi filmova IMDb-u (engl.)